# Templo de Pittsburgh
El Templo de Pittsburgh, Pensilvania, es uno de los templos construidos y operados por la Iglesia de Jesucristo de los Santos de los Últimos Días (Iglesia SUD) ubicado en Cranberry, Pensilvania, un suburbio de la ciudad de Pittsburgh. La planes de construir el templo en la ciudad de Pittsburgh fueron anunciados el 5 de abril de 2020 por el presidente de la iglesia, Russell M. Nelson durante la conferencia general de la iglesia. Es el templo 196 construido por la iglesia y el segundo en el estado de Pensilvania, luego de la dedicación del templo de Filadelfia, y el primero en la zona oeste del estado.
La ceremonia de colocación de la primera piedra, marcando el inicio de la construcción, se llevó a cabo el 23 de agosto de 2021, oficiada por las autoridades generales de la iglesia en la región. El templo fue dedicado el 15 de septiembre de 2024 por Dieter F. Uchtdorf.

## Historia
El templo fue anunciado por Russell M. Nelson el 5 de abril de 2020. El 20 de enero de 2021, la Iglesia SUD anunció que el templo se construiría en la cuadra 2000 de Powell Road en la comuna de Cranberry. Este terreno de 2,3 hectáreas (5,8 acres) está adjunto a un centro de reuniones ya existente.
La primera palada del templo ocurrió el 23 de agosto de 2021, presidida por las autoridades de la iglesia locales. También asistieron líderes de la comunidad. Tras finalizar la construcción en 2024, se celebró una jornada de puertas abiertas del 16 al 31 de agosto. El templo fue dedicado el 15 de septiembre de 2024 por Dieter F. Uchtdorf. 
Los templos de la Iglesia están dirigidos por una pareja de esposos que sirven como presidente del templo y directora de obreras, quienes sirven por un periodo de tres años. Estos supervisan la administración de las operaciones del templo y brindan orientación y capacitación tanto a los usuarios como al personal obrero.

## Construcción
El templo está ubicado en un terreno de 5,8 acres, con jardines de flores y campos de césped a su alrededor.
La estructura tiene 125 pies de altura y está construida de acero con revestimiento de granito. La estructura de acero se fabricó en Pittsburgh, mientras que el revestimiento exterior de piedra es de Portugal. El exterior del edificio cuenta con una sola aguja central, elegida por su significado simbólico y su alineación con las tradiciones del templo SUD.
El interior presenta un motivo floral que utiliza el laurel de montaña que es la flor estatal de Pensilvania y las flores del cerezo silvestre. El diseño interior del templo también incluye alfombras estampadas en verde y dorado fabricadas en Salt Lake City, vidrieras artísticas y candelabros de cristal. La sala de la novia cuenta con alfombras de nailon de pared a pared con el motivo de la flor del cornejo, fabricadas en el estado de Georgia. La piedra del interior del templo es mármol Crema Ella procedente de Turquía, con detalles en color oro Inca, azul "Macuba Emperador", "Costa Esmeralda" y Azafrán. La barandilla de latón ubicado en la pila bautismal con paneles de vidrio fueron fabricados e instalados por un fabricante de Colombia. La carpintería teñida es de anigre africano y arce, y la carpintería pintada es de arce y álamo, fabricadas e instaladas por un fabricante de Tijuana, México.
El templo se centra en el Salón Celestial, por el simbolismo que ofrece a los fieles Santos de los Últimos Días, diseñado para crear un ambiente espiritualmente edificante. El templo cuenta con dos salones para investiduras, dos salas de sellamientos matrimoniales y una pila para bautismos por los muertos, cada una diseñada para uso ceremonial.

## Recepción y admisión
El 15 de abril de 2024, la iglesia anunció la jornada de puertas abiertas, que se celebró del 16 al 31 de agosto de 2024. La finalización del templo generó gran entusiasmo entre los feligreses locales quienes anticipaban la construcción del edificio en su ciudad. La jornada de puertas abiertas recibió cobertura de periódicos locales como Pittsburgh Magazine, Pittsburgh Post-Gazette y Butler Eagle.
El templo fue dedicado por Dieter F. Uchtdorf el 15 de septiembre de 2024. Como todos los templos de la iglesia, el edificio no se utiliza para los servicios dominicales. Para los devotos, los templos son considerados edificios sagrados, una vez dedicados, solo los miembros de la iglesia con una recomendación vigente para el templo pueden entrar para realizar las ceremonias elcesiasticas, incluyendo los bautismos por los muertos y la investidura SUD.